# Molí de Sant Julià del Llor
El Molí de Sant Julià del Llor és una obra de Sant Julià del Llor i Bonmatí (Selva) inclosa a l'Inventari del Patrimoni Arquitectònic de Catalunya.

## Descripció
Es tracta d'un edifici quadrat i aïllat de dues plantes i coberta de doble vessant amb el carener paral·lel a la façana que compta amb unes construccions annexes i properes (magatzem, bassa i corts), Està situat prop del carrer Vell i té la façana principal orientada cap a sud-est. A tocar de la casa passa un rec que prové de més a munt del pont medieval, proper al molí. La planta baixa conté l'antiga bassa de recollida d'aigua, la sortida d'aquesta i una entrada, sota una terrassa del primer pis, amb una taula feta d'una pedra de molí. L'entrada principal té una porta amb llinda de fusta.
El primer pis conté diverses finestres emmarcades de còdol rierenc, material constructiu bàsic i tradicional d'aquestes contrades. Hi ha una mena de terrassa que es recolza amb un pilar quadrat de rajols. La teulada ha estat reformada durant el segle xx. Hi ha una xemeneia coberta a quatre vessants. Els elements d'interès d'aquest edifici són la volumetria, la tipologia original i la séquia amb el rec.

## Història
Es tracta d'un antic molí dels molts que existiren a l'actual terme municipal de Sant Julià del Llor i Bonmatí. El més antic dels quals és el Molí del Llor, documentat del segle xv i modificat i renovat a finals del segle xix. Actualment es tracta d'un habitatge en desús, amb coberts varis annexos i horta i bestiar per a ús domèstic. L'activitat dels molins, actualment desapareguda, com moltes de les seves restes arquitectòniques, fou bàsica en l'economia de la zona de Sant Julià del Llor i Bonmatí fins al segle xx. Per tant, Bonmatí fou, no fa tant, terra de molins i moliners.
Eren uns molins fariners que durant segles van tenir un paper fonamental en el desenvolupament de la vida, bàsicament agrària, del poble. No és estrany, doncs, que les arrels de Bonmatí estiguin simbolitzades tant a l'escut municipal com al monument dedicat a Manuel Bonmatí de Cendra, per una pedra de molí. També són tradicionals, en aquest cas, els molins paperers, documentats des del segle xviii (amb el cognom Torras), abans que els Torras s'establissin a la Colònia com a paperers el 1903. Segons Benet Valentí i Guitart (1922-2005), recopilador de la història del poble i “bonmatinenc de soca-rel”, els molins tradicionals de l'àrea de Sant Julià del Llor i Bonmatí són els següents: El molí del Llor, el molí de l'Enric, el molí del carrer vell de Sant Julià, el molí de Can Llorà petit i el molí de Calders (Molinot).